# 딘 하위선
딘 도니 하위선 (Dean Donny Huijsen, 2005년 6월 14일 ~ )는 네덜란드에서 태어난 스페인의 축구 선수이며, 현재 스페인 라리가의 레알 마드리드에서 센터백으로 뛰고 있다.